# Ptenidium gressneri
Ptenidium gressneri ist ein Käfer aus der Familie der Zwergkäfer (Ptiliidae). 

## Merkmale
Die Käfer erreichen eine Körperlänge von 0,8 bis 0,9 Millimetern. Der Körper ist kurz, elliptisch und gewölbt und hat eine glänzende rotbraune Färbung. Er ist kaum punktförmig strukturiert und glatt. Der Kopf ist etwas dunkler gefärbt. Der Halsschild ist basal am breitesten und verjüngt sich nach vorne. Er ist fest an die Deckflügel angeschlossen und bildet mit ihnen eine Wölbung in einem Zug. Die Seitenkante ist fast nicht erkennbar gerandet. Die Fühler und Beine sind gelb. 

## Vorkommen und Lebensweise
Die Art kommt in Nord- und Mitteleuropa vor. Die nördliche Verbreitungsgrenze reicht von England, über Dänemark und den Süden Schwedens. Die südliche Verbreitungsgrenze verläuft durch Spanien, Frankreich, Mitteleuropa, Ungarn und Rumänien sowie den Kaukasus. Eine Verbreitung der Art in Italien ist nicht vollends untersucht. In Mitteleuropa kommt die Art überall vor, ist jedoch überall selten. Die Tiere leben im Mulm hohler Baumstämme und häufig auch myrmekophil bei Wegameisen (Lasius).